# Эстрада, Джейсон
Джейсон Эстрада (англ. Jason Estrada), род. 30 ноября 1980 года Итихара) — американский боксёр-профессионал, выступавший тяжёлой весовой категории (англ. Heavyweigh) (свыше 90,892 кг). Чемпион панамериканских игр 2003 года.

## Биография
У Джейсона Эстрады родился сын, которого он назвал "Леннокс". Является совладельцем промоутерской компании Big Six Entertainment, LLC, основанной в 2011 году.

## Любительская карьера
- Трёхкратный чемпион США (2001, 2002, 2003) ( установлен рекорд для первого супертяжеловеса, завоевавший этот титул подряд трижды).
- Трёхкратный чемпион США PAL игр в  супертяжелом весе (2001, 2002, 2003).
- Двукратный чемпион юношеских Олимпийских игр, 165 и 201 фунтов (1996, 1997).
- Чемпион юношеской спортивной лиги (1997).
- Бронзовый призёр чемпионата США (1999), проиграл в полуфинале Малику Скотту.
- Серебряный призёр чемпионата США (2000), победил в отборочном туре Малика Скотта.
- Чемпион Панамериканских игр 2003 года.
- Боксёр года (США, 2003).

На Олимпийских играх проиграл в 1/4 финала кубинцу, Микелю Лопесу Нуньесу (ранее побеждал Лопеса).

## Профессиональная карьера
На профессиональном ринге Эстрада дебютировал в декабре 2004 года в тяжёлой весовой категории.
Провёл 5 победных поединков, и в феврале 2006 года встретился с опытным кубинцем, Янки Диасом. В первом раунде после столкновения головами бой был остановлен. поединок был признан несостоявшимся.
17 ноября 2006 года в своём 9-м поединке вышел на ринг с непобеждённым соотечественником, Трэвисом Уолкером (21-0-1). На любительском ринге Эстрада трижды встречался с Уолкером, и трижды побеждал его. Но на профессиональном ринге Уолкер действовал активнее и перебоксировал Эстраду. В близком бою Эстрада потерпел поражение по очкам решением большинства судей.
6 апреля 2007 года, Эстрада победил по очкам джорнимена, Зака Пейджа, а через месяц ещё одного джорнимена, Роберта Хоукинса.
В январе 2008 года победил по очкам американца, Чарльза Шаффорда.
4 апреля 2008 года, в 10-раундовом поединке Джейсон победил по очкам соотечественника, Лэнса Уитакера (34-2-1)

### 4 апреля2009 годаАлександр Поветкин—Джейсон Эстрада
- Место проведения:  «Бург-Вэхтер Кастелло», Дюссельдорф, Северный Рейн — Вестфалия, Германия
- Результат: Победа Поветкина по очкам единогласным решением судей в десятираундовом бою
- Статус: Рейтинговый бой
- Рефери:  Йозеф Теммл
- Счет судей:  Франко Чиминале (98-92, Поветкин),  Вильгельм Фогль (99-94, Поветкин),  Инго Баррабаш (97-93, Поветкин)
- Вес: Поветкин — 104,2 кг; Эстрада — 109,3 кг
- Трансляция: Viasat Sport

В апреле 2009 года в рейтинговом поединке. Эстрада встретился с непобеждённым российским боксёром, чемпионом Олимпийских игр, Александром Поветкиным (16-0). В стартовых раундах поединка Эстрада показал себя весьма квалифицированным бойцом. Джейсон быстро двигался и постоянно тревожил Поветкина хлестким левым джебом. От ответных атак Александра пластичный американец уходил за счет умелой работы корпусом. Преимущество российского тяжеловеса начало вырисовываться ближе к середине боя. После нескольких успешных фирменных ударных серий «Русского Витязя» и ряда его же точных одиночных попаданий справа и слева Эстрада заметно потерял в скорости. Лишенный возможности своевременно уходить от атак Поветкина американский боксёр ещё сумел достойно провести седьмой раунд, но в трёх заключительных отрезках боя превосходство Александра было неоспоримым. Под градом ударов россиянина Эстрада все же сумел дотерпеть до финального гонга. Судейское трио четко зафиксировало уверенную победу Поветкина по очкам.

### 2009 — 2012
После поражения, в 2009 году, Эстрада нокаутировал в 7-м раунде американца, Зури Лоуренса.
В феврале 2010 года Эстрада потерпел третье поражение. Американец по очкам проиграл бывшему чемпиону мира в двух весовых категориях, поляку, Томашу Адамеку (39-1) в бою за интерконтинентальный титул чемпиона мира по версии IBF.
Почти год Эстрада не выходил на ринг, и в январе 2011 года потерпел первое досрочное поражение. В 7-м раунде Джейсона нокаутировал соотечественник, Франклин Лоуренс (13-2-2).
Снова взял небольшую паузу. Вернулся в декабре 2011 года, и до декабря 2012 года провёл 4 победных поединка с низкорейтинговыми боксёрами.